# Donald Healey Motor Company
La Donald Healey Motor Company Limited fue una pequeña empresa fabricante de automóviles del Reino Unido. La compañía vinculó la producción en serie de algunos de sus modelos deportivos a grandes fabricantes, como Nash o Austin, y estuvo operativa con distinto grado de actividad entre 1945 y 1974.

## Origen
La empresa fue fundada en 1945 por Donald Healey, un exitoso diseñador de automóviles y piloto de rallies. Healey había hablado sobre el diseño de coches deportivos con Achille Sampietro (un especialista en chasis para automóviles de alto rendimiento) y con Ben Bowden (ingeniero de carrocerías), cuando los tres trabajaron en Humber durante la Segunda Guerra Mundial.

## Automóviles Healey
La nueva empresa de Healey se centró en la producción de automóviles caros, de alta calidad y alto rendimiento. Tenía su sede en una antigua fábrica de componentes de aviones en Millers Road en Warwick. Allí se le unió Roger Menadue de Armstrong Whitworth para dirigir el taller de pruebas. En años posteriores también tuvieron una sala de exhibición ahora demolida (anteriormente un cine) en Emscote Road, Warwick, conmemorada por un nuevo bloque de apartamentos llamado Healey Court.
Los coches utilizaron principalmente una versión afinada del probado motor Riley de cuatro cilindros y 2,4 litros de doble árbol de levas sobre un chasis de sección en caja de acero ligero de su propio diseño, utilizando suspensión independiente por muelles helicoidales y  brazos de arrastre de aleación con amortiguadores Girling. La suspensión trasera tenía la configuración de un eje de viga Riley con resortes helicoidales nuevamente. El avanzado diseño permitió combinar un resorte suave con un excelente agarre en carretera. Se utilizaron frenos hidráulicos Lockheed.
Cuando se presentó en 1948, se afirmó que la berlina de Elliott era el automóvil cerrado producido en serie más rápido del mundo, cronometrado a 104.7 mph en una milla. El diseño aerodinámico de la carrocería fue obra de Benjamin Bowden, e inusualmente para la época, se probó en un túnel de viento para refinar su eficiencia. Este fue el comienzo del estilo aerodinámico para reducir la resistencia, que culminó con la última oferta de Bowden en el Reino Unido, el Zethrin Rennsport. En 1949 se anunció el más deportivo de todos los Healeys, el Silverstone. Tenía un chasis más corto y unos muelles más rígidos, y era capaz de alcanzar 107 mph. Posteriormente se convirtió en un automóvil muy buscado y muchos de los otros Healeys se han transformado en réplicas del Silverstone. Estos coches obtuvieron numerosos éxitos en competición, incluidas victorias de clase en los rallies alpinos de 1947 y 1948 y en las Mille Miglia de 1949.

### Nash-Healey
La planificación y los controles gubernamentales requerían que cualquier expansión sustancial de la producción se destinara únicamente al mercado de exportación. Entonces, en 1950, Healey construyó el Nash-Healey usando un motor Nash Ambassador con carburador SU y caja de cambios Nash. Inicialmente se usó la unidad de 3848 cc, pero cuando en 1952 se transfirió la construcción de la carrocería de Healey a Pininfarina, se instaló el motor más grande de 4138 cc.

### Cifras de producción

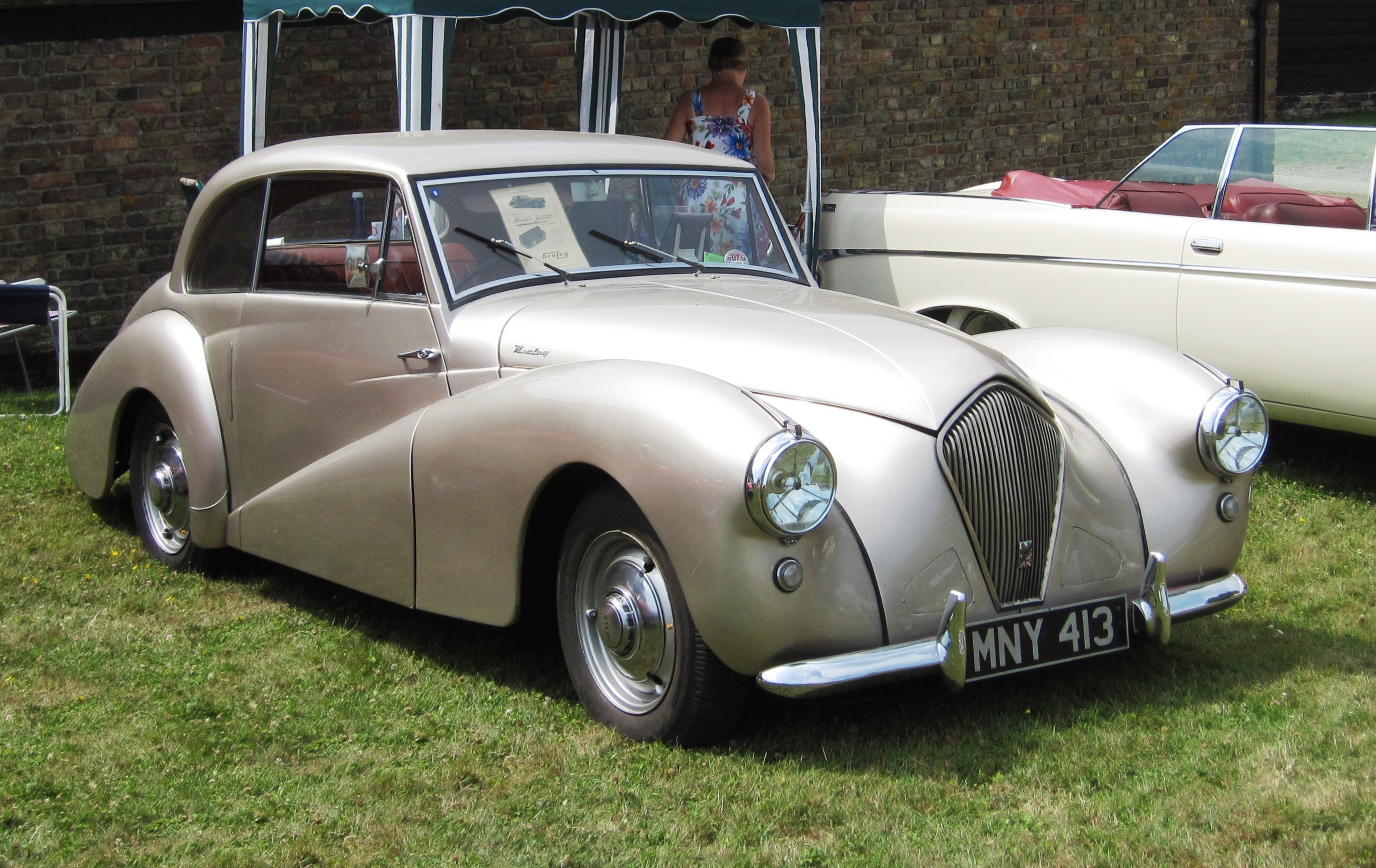
Tickford 2-puertas berlina de 1953
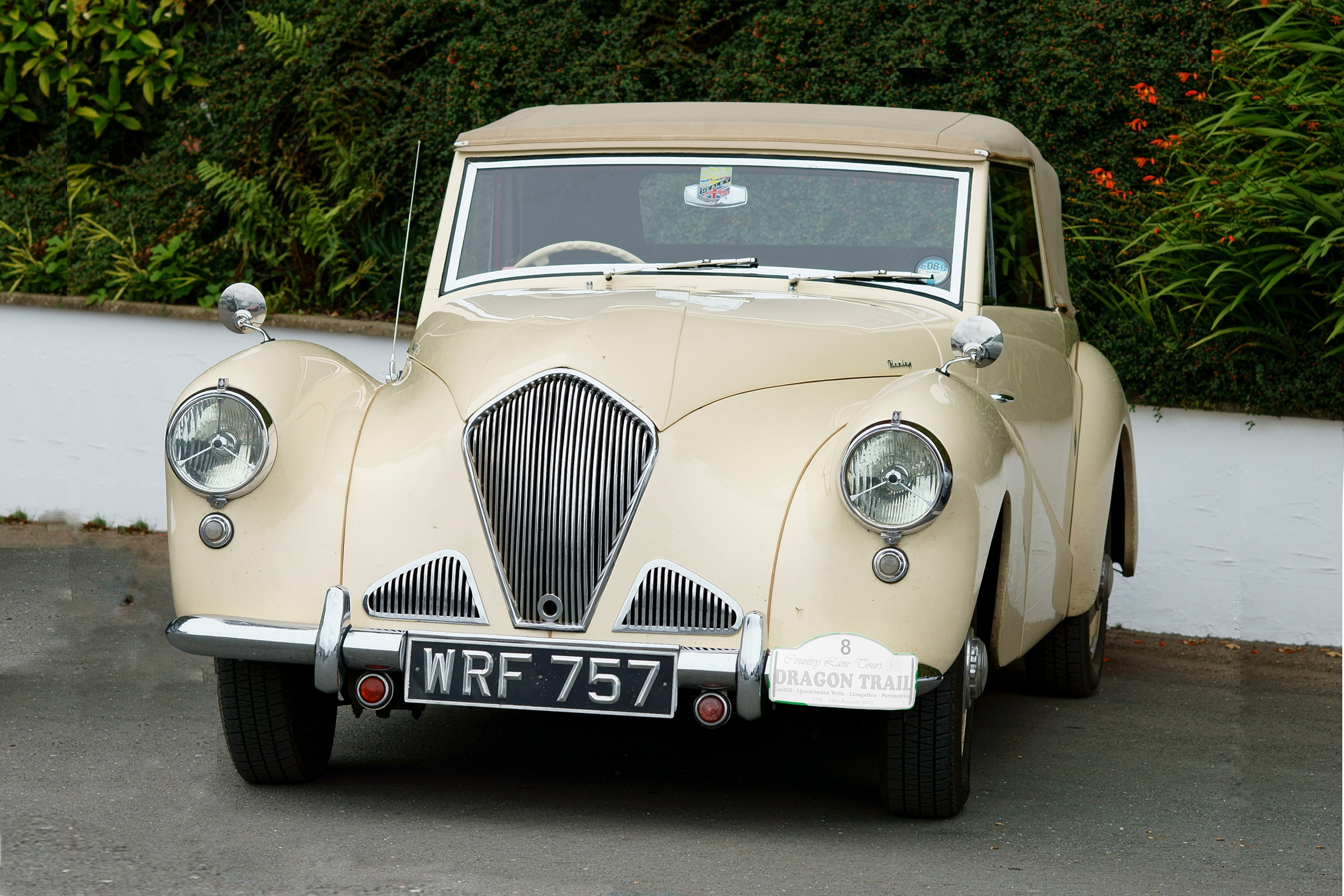
Abbott cupé de 1952
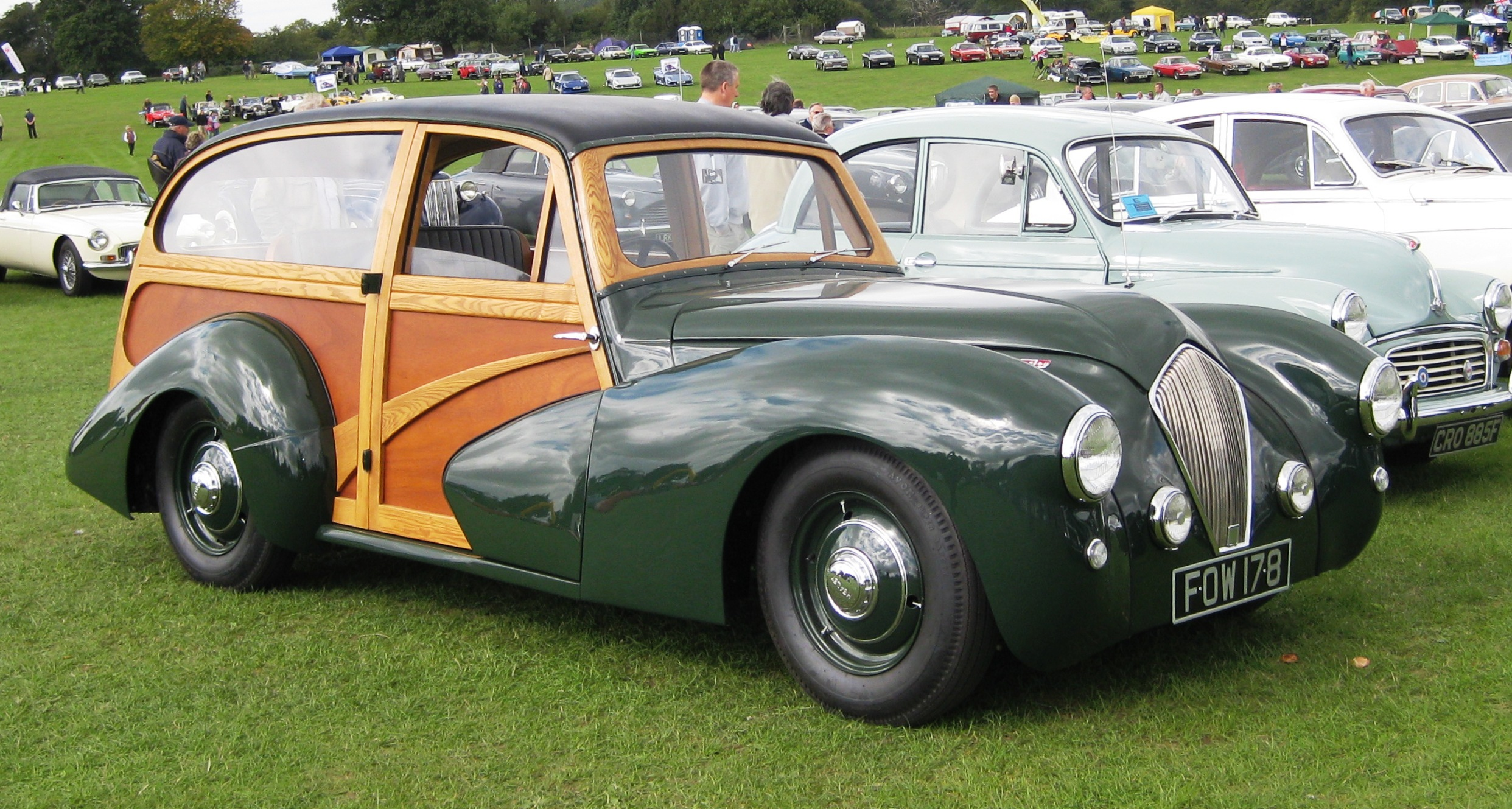
Westland "Woody" (c 1950)

El último automóvil Healey de esta época fue el G-Type, que usaba un motor y una caja de cambios Alvis TB21. Era más lujoso y más pesado que los modelos con motor Riley, lo que afectaba a su rendimiento.
| Tipo                     | Motor                            | Producción aproximada | Año     |
| ------------------------ | -------------------------------- | --------------------- | ------- |
| Healey Westland Roadster | 2443 cc Riley 4 cilindros        | 64                    | 1946-50 |
| Healey Elliott Saloon    | 2443 cc Riley 4 cilindros        | 101                   | 1946-50 |
| Healey Sportsmobile      | 2443 cc Riley 4 cilindros        | 23                    | 1948-50 |
| Healey Silverstone       | 2443 cc Riley 4 cilindros        | 104                   | 1949-50 |
| Healey Tickford Saloon   | 2443 cc Riley 4 cilindros        | 222                   | 1950-54 |
| Healey Abbott Cupé       | 2443 cc Riley 4 cilindros        | 77                    | 1950-54 |
| Nash-Healey              | 3848 or 4138 cc Nash 6 cilindros | 506                   | 1950-54 |
| Healey G-Type Roadster   | 2993 cc Alvis 6 cilindros        | 25                    | 1951-53 |

Con motor Riley
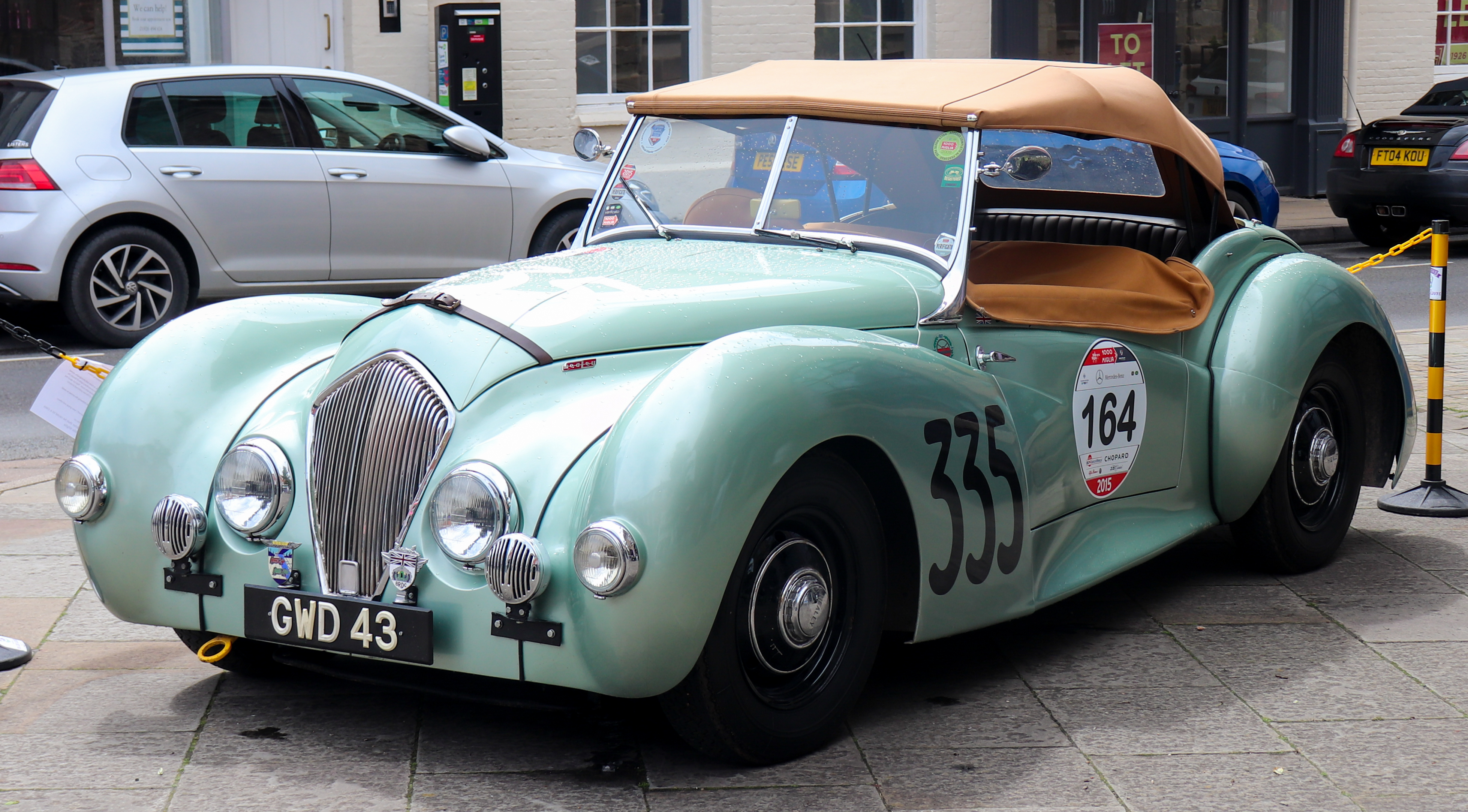
Westland roadster de 1948
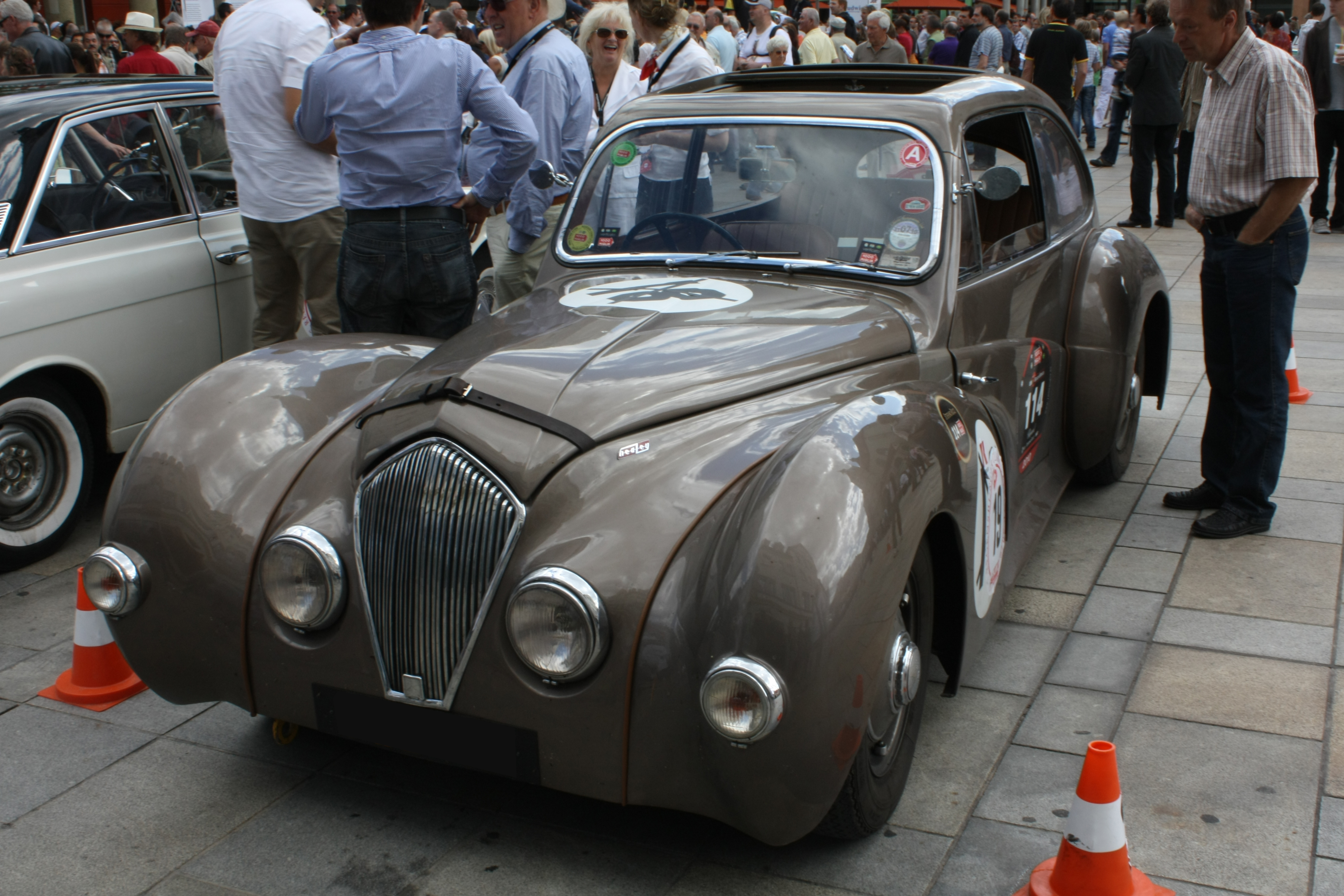
Elliott berlina
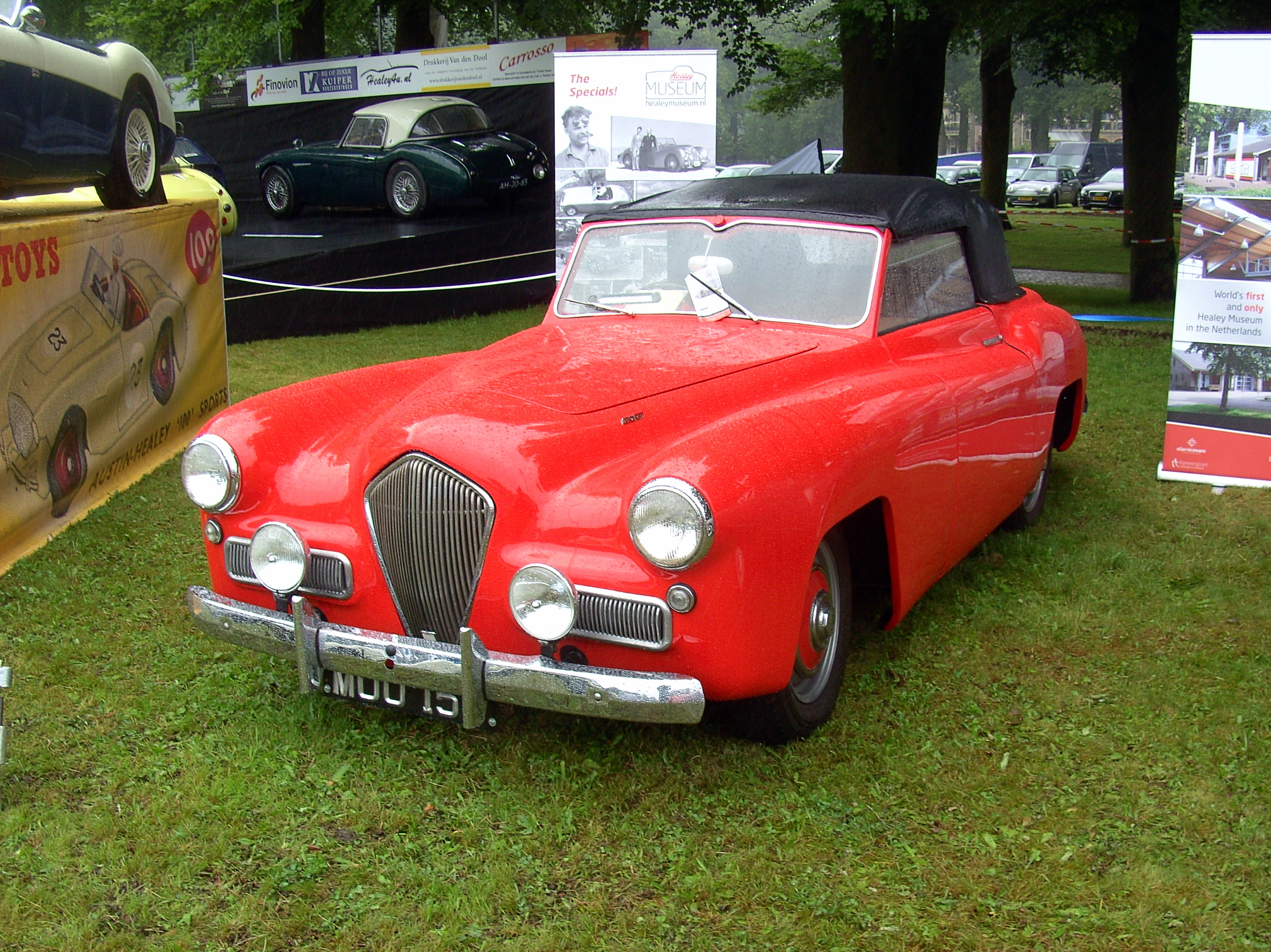
Sportsmobile roadster de 1947
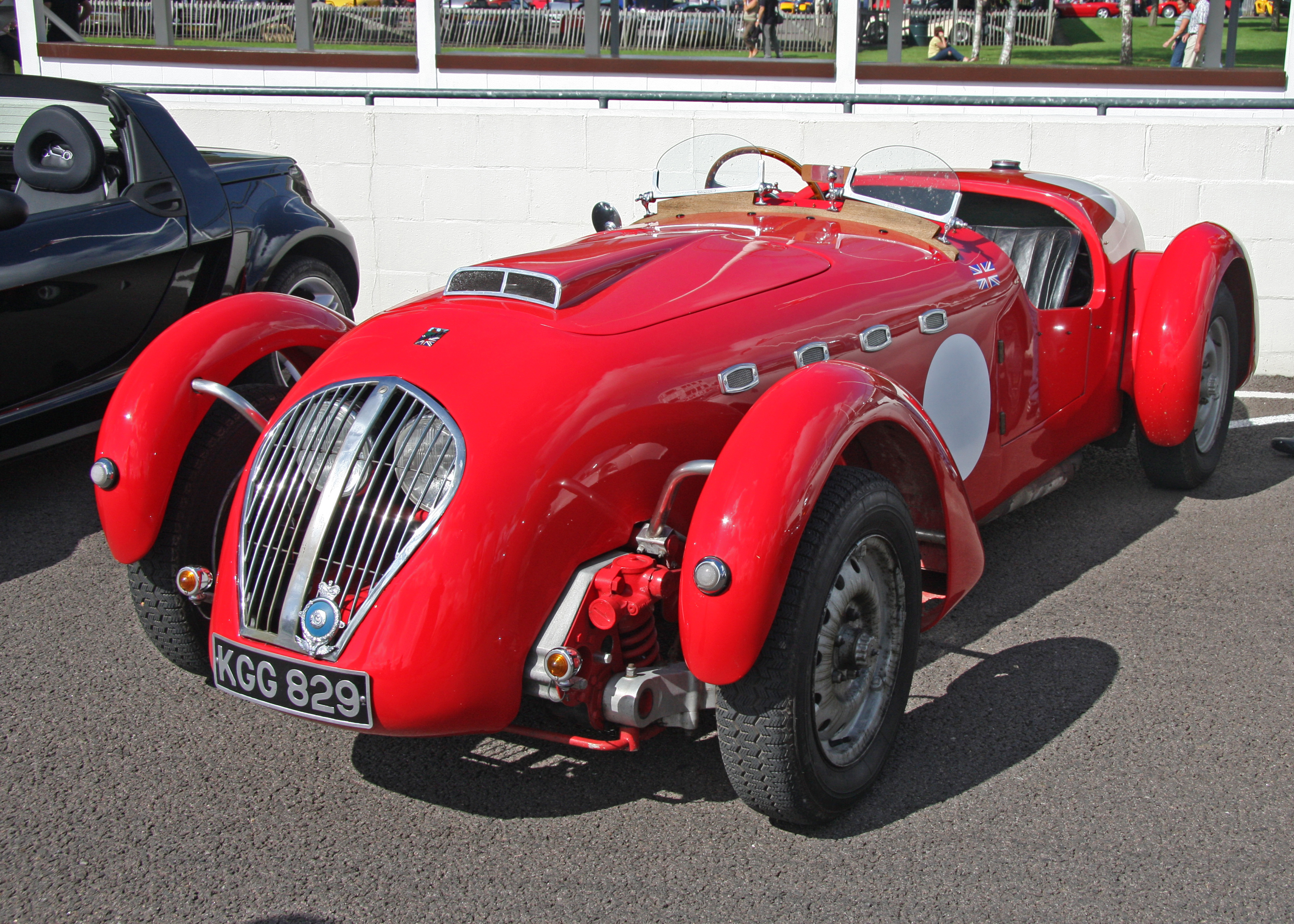
Silverstone roadster

- Tickford
2-puertas berlina
de 1953
- Abbott
cupé
de 1952
- Westland
"Woody"
(c 1950)

Con motor Nash o Alvis
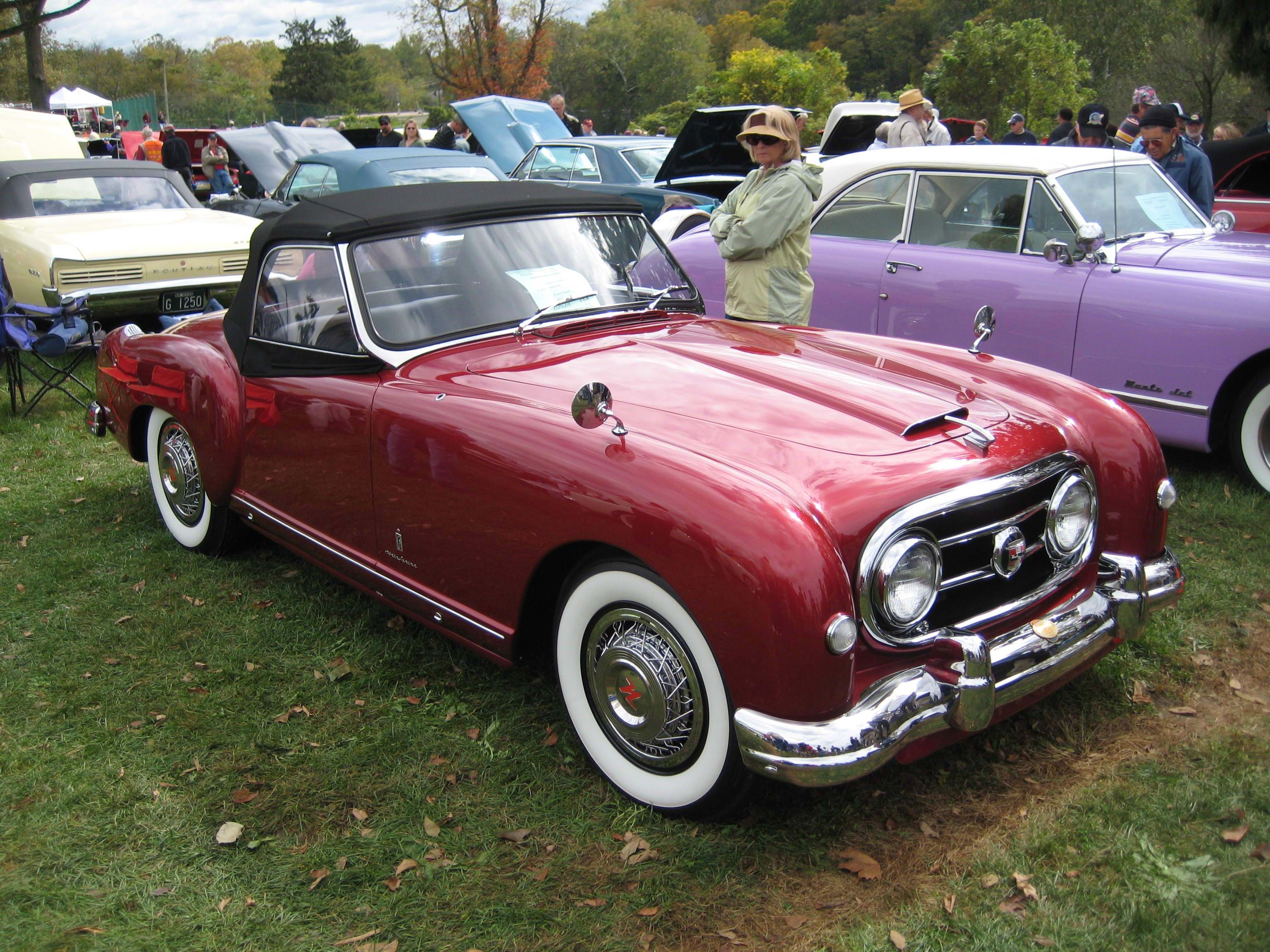
Roadster con motor Nash Ambassador 3.8L
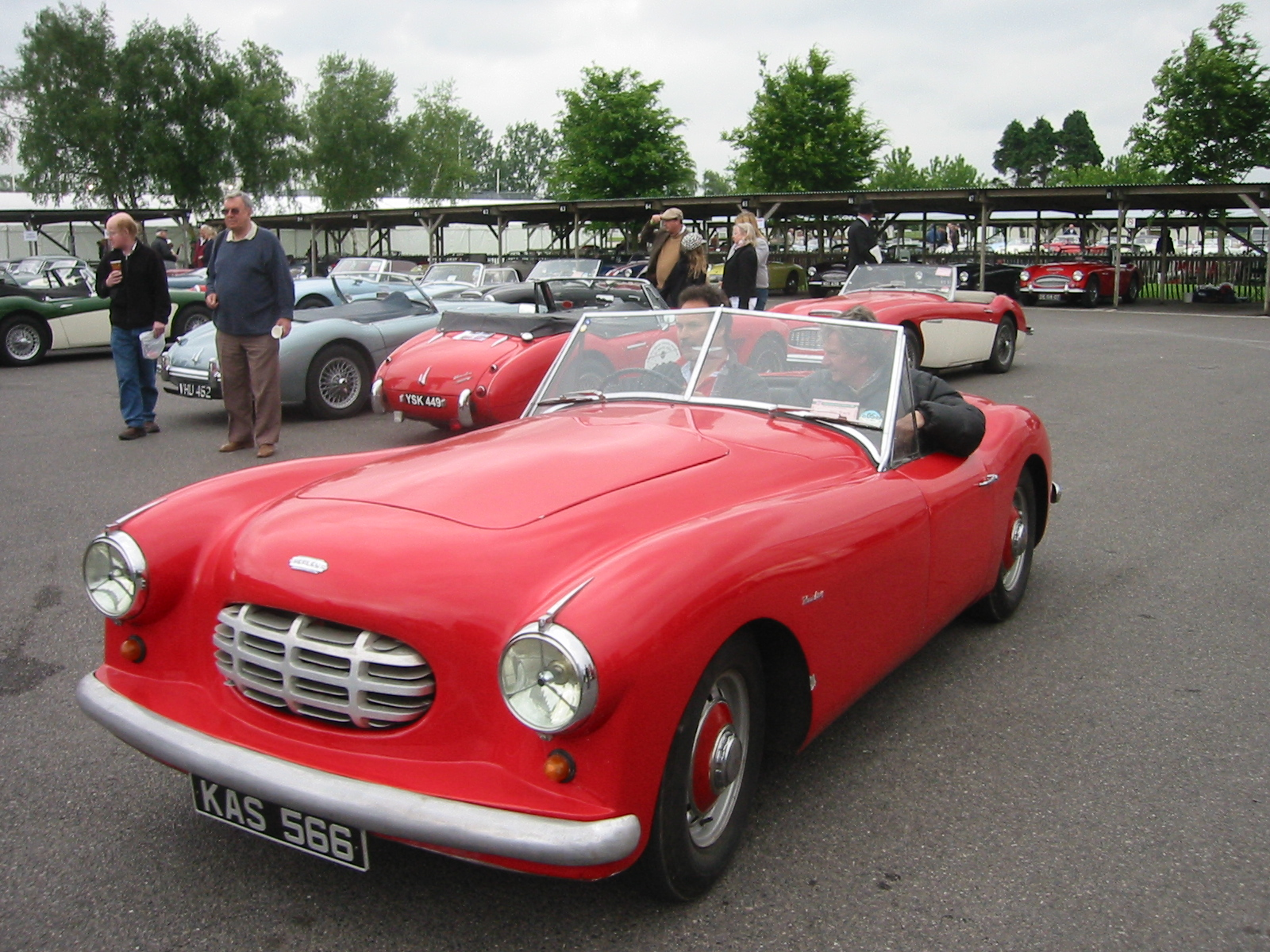
G type roadster motor Alvis 3.0L

## Austin-Healey

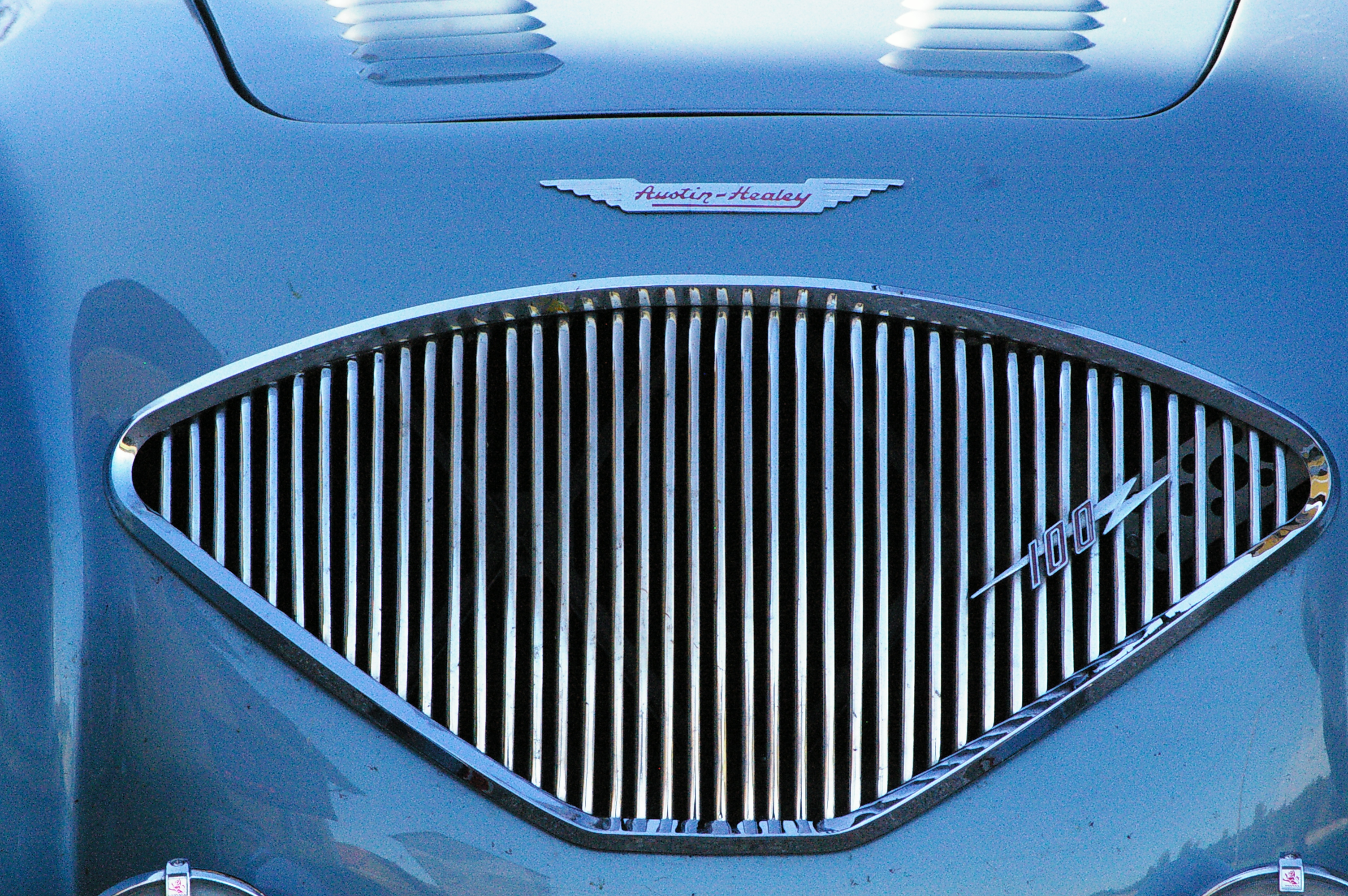
La parrilla característica de Healey con forma de abanico de un Austin-Healey 100

Healey juzgó que para salvar el negocio se necesitaba un automóvil deportivo más barato, comercializable en grandes cantidades y que encajara entre los MG y Jaguar que entonces se vendían tan bien en EE. UU. Trabajando con su hijo mayor Geoffrey en el ático de la casa familiar, Healey diseñó un roadster de dos asientos que empleaba numerosos componentes Austin de bajo costo, el Austin-Healey 100. El director ejecutivo de Austin, Sir Leonard Lord, quedó tan impresionado cuando lo vio en el stand de Healey en el Salón del Automóvil de Earls Court de 1952 que se ofreció a producirlo en sus propias fábricas con el nombre de Austin-Healey 100.
El resultado fue una empresa conjunta en 1953 que creó la marca Austin-Healey, con British Motor Corporation fabricando los coches y la compañía Healey haciendo los diseños y dirigiendo su participación en las carreras. El 100 evolucionó hasta convertirse en el codiciado Austin-Healey 3000 de 3 litros, un diseño de gran prestigio codiciado por los coleccionistas, y también se fabricó el diminuto Austin-Healey Sprite de 950 cc, conocido cariñosamente como "ojos de rana" o "bugeye".
Al escribir sobre el 3000 después de la muerte de Donald Healey, "The Times" observó que: "El andar brutalmente firme del gran Healey, la dirección pesada y el motor tan cercano al habitáculo que asaba los pies del conductor, nunca le restaron mérito a su estilo soberbio y atemporal y a sus proporciones clásicas".

## Jensen-Healey
Donald Healey se convirtió en director de Jensen Motors a fines de la década de 1960, lo que propició la aparición del Jensen-Healey con motor Lotus que apareció en 1972.

## Venta
La Donald Healey Motor Company finalmente se vendió al Grupo Hamblin en 1974, aunque Healey Automobile Consultants y las partes de ingeniería de la compañía permanecieron en manos de Geoffrey y Donald Healey.